# Rue Victor-Hugo (Vienne)
Pour les articles homonymes, voir Rue Victor-Hugo.
La rue Victor-Hugo est une voie de la commune française de Vienne (Isère).

## Situation et accès
Située à l'est du centre-ville de Vienne, elle traverse la ville du sud au nord (elle fait suite à la rue Schneyder et va jusqu'à la gare de Vienne). Le premier nom de la voie fut rue du Débarcadère en 1855, puis rue de la Gare en 1858 et enfin en 1887 rue Victor-Hugo.

## Origine du nom
Elle porte le nom du poète, dramaturge, écrivain et homme politique français Victor Hugo (1802-1885).

## Historique
Commencée avant 1855 dans la partie alors couverte de vignes et de jardins qui s'étend de la rue Peyron à la Gare, elle se nommait rue du Débarcadère, puis de la Gare. Le reste fut commencé le 9 mars 1874, et achevé en 1890 ; elle reçut en 1887 dans toute sa longueur le nom de Victor Hugo.